# Rattus tanezumi
Rattus tanezumi е вид гризач от семейство Мишкови (Muridae). Видът не е застрашен от изчезване.

## Разпространение и местообитание
Разпространен е в Афганистан, Бангладеш, Бутан, Виетнам, Индия, Камбоджа, Китай, Лаос, Малайзия, Непал, Провинции в КНР, Северна Корея, Тайван, Тайланд, Южна Корея и Япония. Внесен е в Индонезия, Папуа Нова Гвинея, Фиджи и Филипини.
Обитава градски и гористи местности.

## Описание
Теглото им е около 140,8 g.
Популацията на вида е нарастваща.